# Eleuther

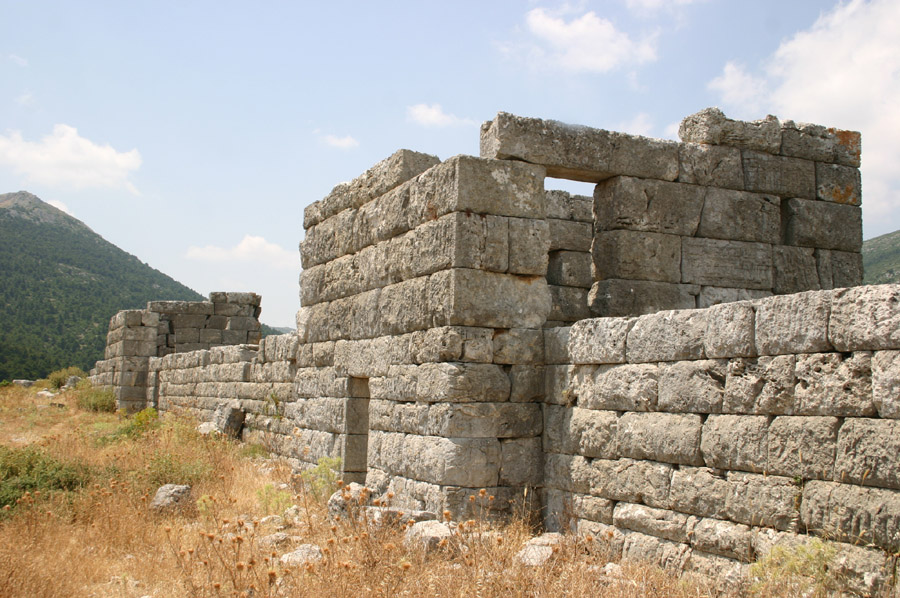
Festungsmauer der Stadt Eleutherai, als deren sagenhafter Gründer Eleuther gilt.

Eleuther (altgriechisch Ἐλευθήρ Eleuthḗr, deutsch ‚Befreier‘) war in der griechischen Mythologie König der Stadt Eleutherai, als deren Namensgeber er ebenso wie für den nahegelegenen Berg Eleuther galt.

## Leben
Eleuther war ein Sohn des Apollon und der Aithusa, Enkel des Poseidon und Urenkel des Aiolos. Da er über seine Großmutter Alkyone und seine Urgroßmutter Enarete von dem nichtgöttlichen Deimachos abstammte, war er ein Halbgott und galt als Heros.
Über Eleuthers Leben ist nur wenig bekannt. Er soll die Stadt Eleutherai gegründet, den Kult des Dionysos Melanaigis bzw. Eleuthereus eingeführt und als Sänger bei den Pythischen Spielen einen Siegespreis errungen haben. Falls Eleuther eine historische Persönlichkeit ist, müsste er nach 586 vor Christus, dem Jahr der Einführung der Pythischen Spiele, gelebt haben (siehe Pythische Spiele).
Eleuther war Vater des Iasios. Dessen Sohn Chairesilaos war Vater von Poimandros, dem Gründer von Tanagra. Er hatte auch Töchter, deren Anzahl und Namen aber nicht überliefert sind.

## Mythen

### Stadtgründer, König und Namensgeber
Eleuther soll die nach ihm benannte Stadt Eleutherai, die in der Antike an der Grenze zwischen Attika und Böotien lag, gegründet haben und auch König der Stadt gewesen sein. Eleuther war auch der Name eines Bergs in der Gegend von Eleutherai.

### Dionysos Melanaigis
Als Dionysos Eleuthers Töchtern in einem schwarzen Ziegenfell erscheint, verspotten sie ihn wegen seiner Kleidung. Daraufhin schlägt er sie mit Wahnsinn. Um seine Töchter zu erlösen, begründet Eleuther auf den Rat des Orakels den Kult des Dionysos Melanaigis (Dionysos mit dem schwarzen Fell).

### Dionysos Eleuthereus

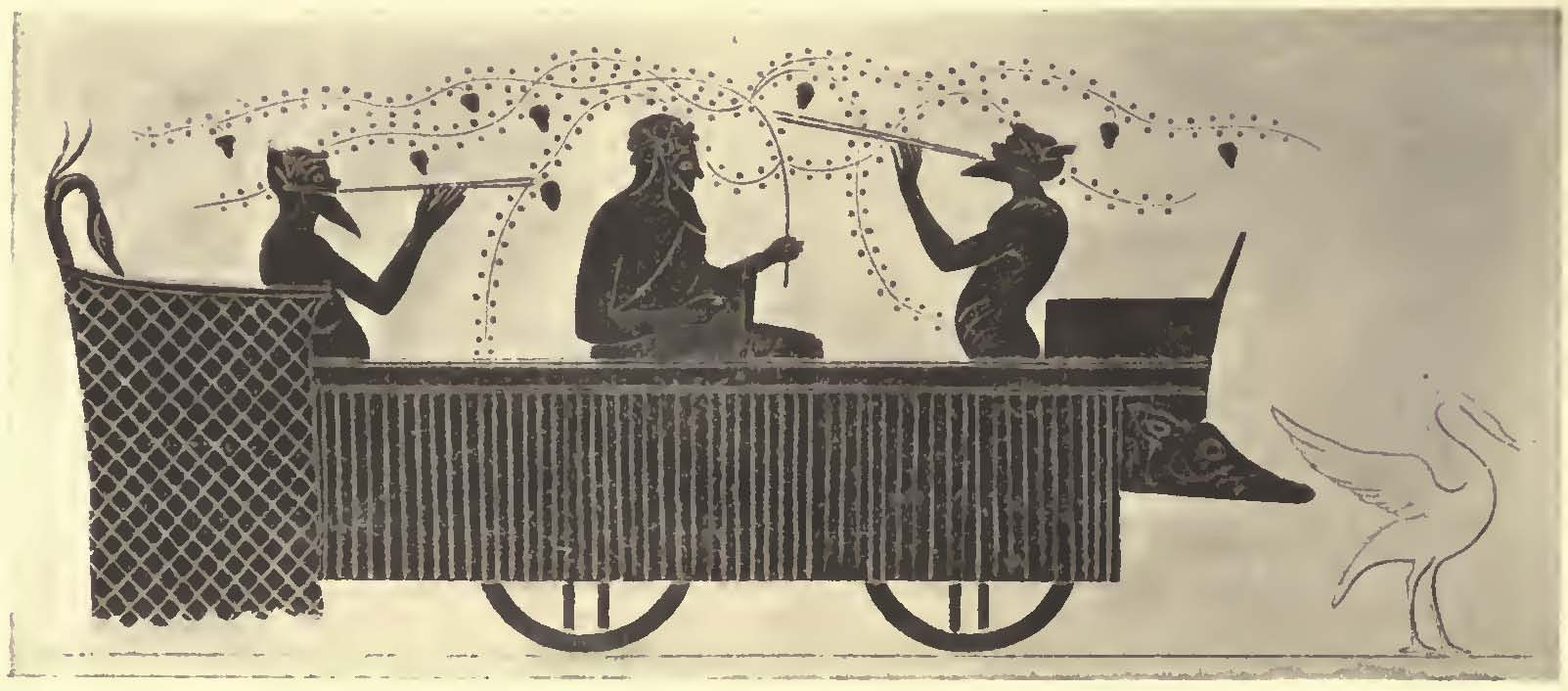
Attischer Skyphos mit Schiffskarrenprozession während der Großen Dionysien. Ausschnitt: Schiffskarren mit der Holzstatue des sitzenden Dionysos Eleuthereus.

Zur Verehrung des Dionysos Melanaigis ließ er die berühmte Holzstatue herstellen, die später nach Athen verbracht wurde und dort nach ihrer Herkunft aus Eleutherai als Dionysos Eleuthereus bezeichnet wurde. In Eleutherai verblieb jedoch eine Kopie der Statue. Nach anderer Auffassung kann der Beiname Eleuthereus auch in der Bedeutung „Befreier vom Wahnsinn“ verstanden werden, weil Dionysos die Töchter des Eleuther vom Wahnsinn befreite, oder in der Bedeutung „Sorgenlöser“, weil er durch die betäubende Wirkung des Weins den Menschen von Kummer, Leid und Sorgen befreite.

### Pythische Spiele
Eleuther soll einst bei den Pythischen Spielen in Delphi einen Preis errungen haben, „weil er stark und angenehm gesungen: ob er gleich den Gesang nicht selbst aufgesetzet hatte“.

## Ikonographie
Es sind keine künstlerischen Darstellungen von Eleuther bekannt.